# قضية تشارلز دكستر وارد
قضية تشارلز دكستر وارد (بالإنجليزية: The Case of Charles Dexter Ward)‏ هي رواية قصيرة (51,500 كلمة) بقلم هوارد فيليبس لافكرافت، وكتبت في أوائل عام 1927، ولكنها لم تنشر خلال حياته. تقع الأحداث في بروفيدانس، رود آيلاند، مسقط لافكرافت وقد نشرت لأول مرة (في شكل مختصر) في أعداد مايو ويوليو من مجلة حكايات غريبة في عام 1941؛ ونشرت أول مرة بشكلها الكامل في مجموعة ما وراء جدار النوم من قبل دار أركهام (1943). وتم إدخالها في مجلد أعمال لافكرافت في المكتبة الأمريكية.
تحكي الرواية قصة شاب يدعى تشارلز دكستر وارد في عام 1918، والذي أصبح مهووسا بالماضي، وذلك بسبب افتتانه بتاريخ سلفه، وهو ساحر يدعى جوزيف كوروين (الذي غادر سالم إلى بروفيدانس في 1692، واكتسب سمعة سيئة بسبب تردده على المقابر، وعدم شيخوخته، وتجاربه الكيميائية). كان وارد يتشابه جسديا مع كوروين، وحاول أن يكرر أعمال سلفه الخيميائية الغامضة.